# Eisenzeit
| Übersicht Urgeschichte | Übersicht Urgeschichte | Übersicht Urgeschichte | Übersicht Urgeschichte |
| ---------------------- | ---------------------- | ---------------------- | ---------------------- |
| Holozän                | (➚ Frühgeschichte)     | (➚ Frühgeschichte)     | (➚ Frühgeschichte)     |
| Holozän                | Eisenzeit              |                        |                        |
| Holozän                | späte Bronzezeit       |                        |                        |
| Holozän                | mittlere Bronzezeit    |                        |                        |
| Holozän                | frühe Bronzezeit       |                        |                        |
| Holozän                | Bronzezeit             |                        |                        |
| Holozän                | Kupfersteinzeit        |                        |                        |
| Holozän                | Jungsteinzeit          |                        |                        |
| Holozän                | Mittelsteinzeit        |                        |                        |
| Pleistozän             | Jungpaläolithikum      |                        |                        |
| Pleistozän             | Mittelpaläolithikum    |                        |                        |
| Pleistozän             | Altpaläolithikum       |                        |                        |
| Pleistozän             | Altsteinzeit           |                        |                        |
| Pleistozän             | Steinzeit              |                        |                        |

Die Eisenzeit ist eine nach dem verwendeten Material (Eisen) zur Herstellung schneidender Waffen und Gerätschaften benannte Periode der Ur- und Frühgeschichte. Sie ist nach der Steinzeit und der Bronzezeit die dritte große Periode in der einfachen zeitlichen Gliederung des Dreiperiodensystems. Die Eisenzeit beginnt im Nahen Osten um 1200 v. Chr. mit dem Untergang des hethitischen Reiches, in Nordeuropa reicht sie von etwa 750 v. Chr. bis 1025 n. Chr.

## Überblick
In den meisten Regionen der Erde beginnt eine erste, vereinzelte Verwendung von Eisen deutlich vor der jeweiligen Eisenzeit. In diesem Zeitalter findet Eisen als Werkstoff eine breite Verwendung und schlägt sich entsprechend im archäologischen Fundgut nieder und ist damit zur Periodisierung geeignet. Nach dem ursprünglichen Konzept gilt die Eisenzeit als letzter Abschnitt der Urgeschichte vor dem Übergang zu historischen Zeiten. In vielen Fällen stehen schriftliche Quellen zur Verfügung, die belegen, dass die Eisenzeit der Frühgeschichte zugerechnet werden kann. Insbesondere in der englischsprachigen Forschung kommt auch der Begriff der „Historischen Eisenzeit“ (Historic Iron Age) zur Anwendung, wenn Schriftquellen zur Verfügung stehen. 
Stark vereinfachter zeitlicher Vergleich der Eisenzeit in ausgewählten Kulturregionen:

## Naher Osten

### Anatolien

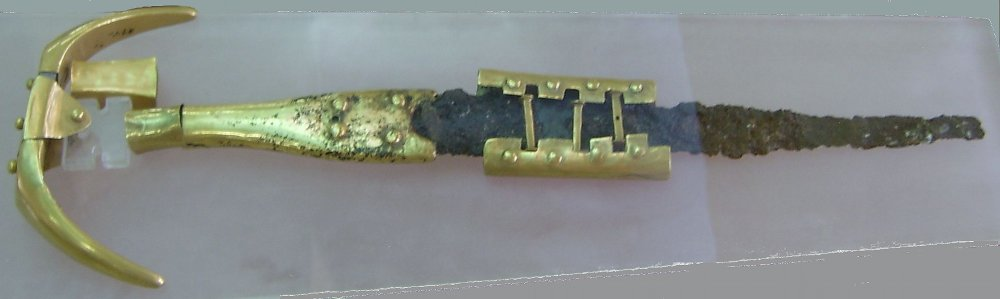
Dolch aus Gold und Eisen, Alaca Höyük, um 2500 v. Chr.

Obwohl in Anatolien bereits im 3. Jahrtausend v. Chr. vereinzelt Eisen bearbeitet wurde, beginnt die Eisenzeit als archäologische Periode um 1200 v. Chr. mit dem Untergang des Hethiterreiches. Die anatolische Eisenzeit wird üblicherweise in drei Phasen unterteilt:
- Frühe Eisenzeit: „Dunkle Jahrhunderte“
- Mittlere Eisenzeit: Phrygische und urartäische Zeit
- Späte Eisenzeit: Persische Zeit

Zusätzlich oder alternativ werden je nach Region einzelne Zeitabschnitte nach den jeweils herrschenden Mächten benannt (vor allem neo-hethitische, assyrische, lydische Zeit).

### Mesopotamien

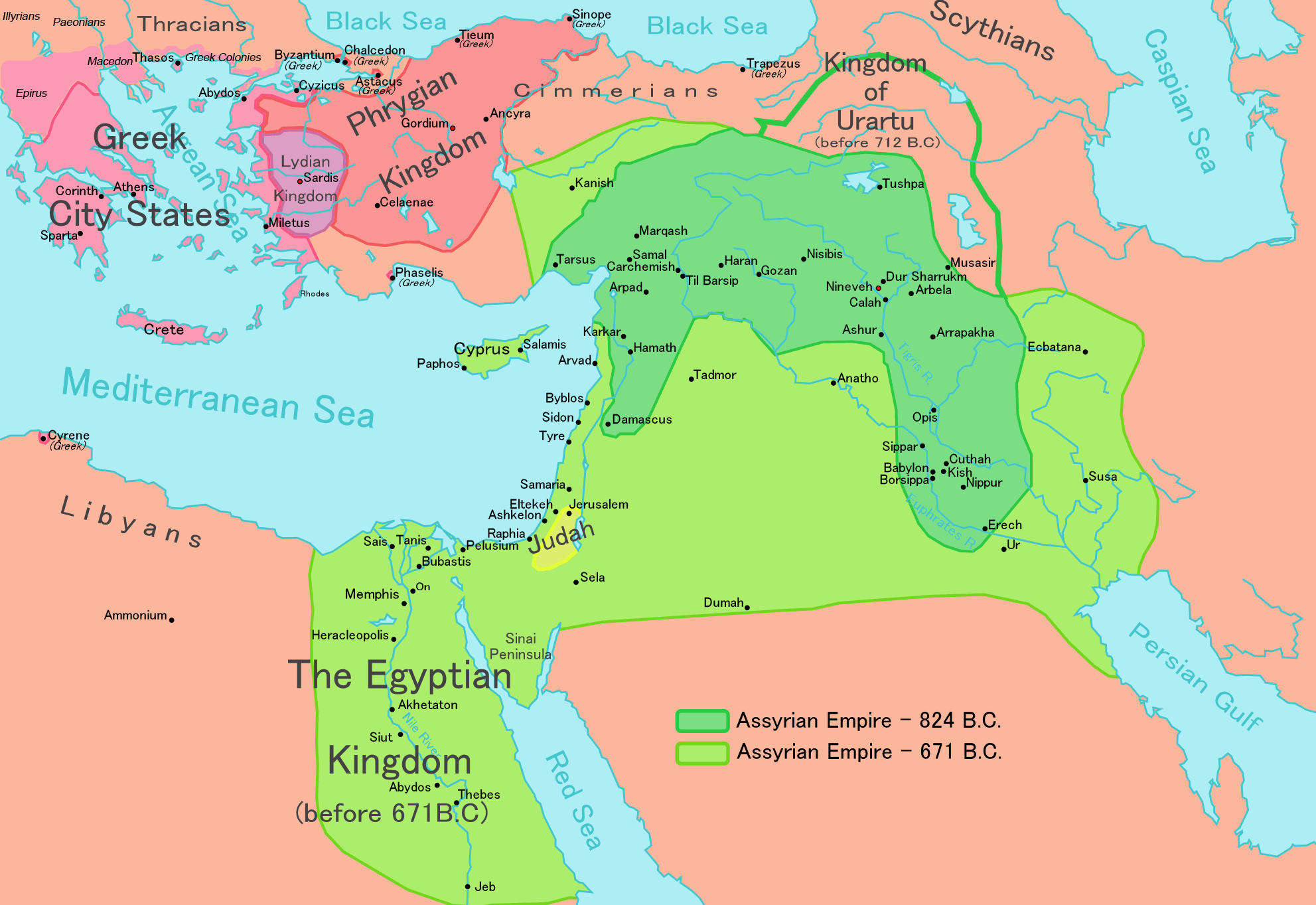
Die Verbreitung des Neuassyrischen Reiches
824 v. Chr.
671 v. Chr.

In Mesopotamien wird der Zeitraum ab Beginn der Isin-II-Zeit (1160–1026 v. Chr.) bis zum Beginn des Hellenismus als Eisenzeit bezeichnet. Sie ist geprägt von mehreren altorientalischen Großreichen.
- Neuassyrische Zeit (1000–600 v. Chr.)
- Neubabylonische Zeit (1025–627 v. Chr.)
- Spätbabylonische Zeit (626–539 v. Chr.)
- Achämenidenzeit (539–330 v. Chr.)

### Levante

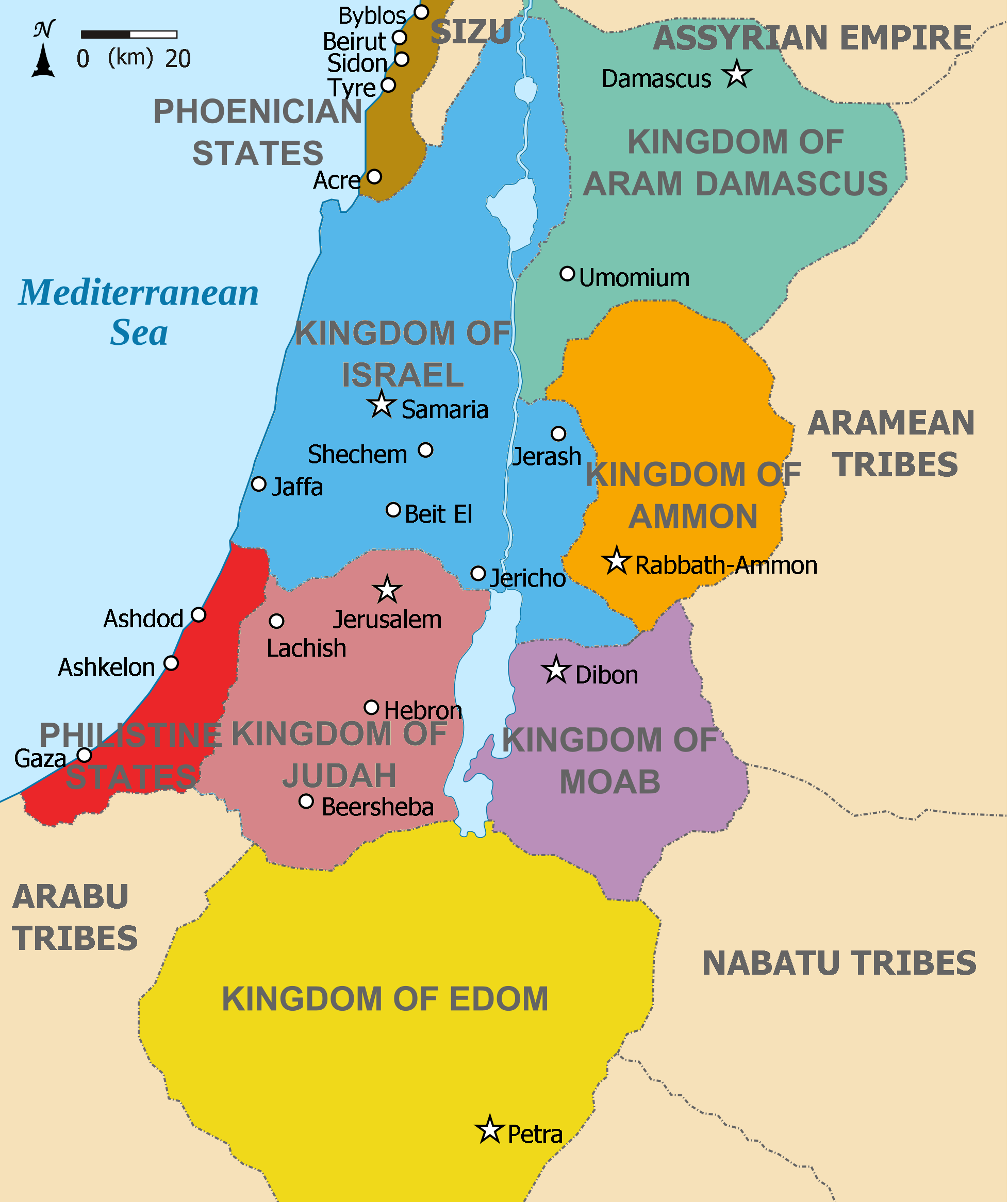
Die südliche Levante um 830 v. Chr.

In der Levante geht mit den Umbrüchen um 1200 v. Chr. (vgl. „Seevölker“) die Bronzezeit in die Eisenzeit über:
- Eisenzeit I (1200–1000 v. Chr.)
  - I A (1200–1150 v. Chr.)
  - I B (1150–1000 v. Chr.)
- Eisenzeit II (1000–586 v. Chr.)
  - II A (1000–925 v. Chr.)
  - II B (925–700 v. Chr.)
  - II C (700–586 v. Chr.)
- Eisenzeit III (586–332 v. Chr.)
  - Babylonische Zeit (586–539 v. Chr.)
  - Achämenidische Zeit (539–332 v. Chr.)

Da in der babylonischen und vor allem der persischen Zeit auch für die Levante schriftliche Quellen zur Verfügung stehen und Münzprägung vorhanden war, handelt es sich hierbei nicht mehr um rein urgeschichtliche Perioden. Die Eisenzeit endete spätestens 332 v. Chr. mit der Eroberung durch Alexander den Großen und dem Beginn des Hellenismus.

### Zypern
Auf Zypern verlief die Eisenzeit ähnlich wie in Griechenland. Zum Ende der Bronzezeit bestand hier ein großer Einfluss der mykenischen Kultur.
- Zyprisch-geometrische Zeit (1050–750 v. Chr.)
- Zyprisch-archaische Zeit (750–475 v. Chr.)

Im Laufe der archaischen Zeit geriet Zypern immer wieder unter den Einfluss seiner Nachbarn. Ab dem 9. Jahrhundert entstanden Siedlungen der Phönizier, später war die Insel Teil der Herrschaftsgebiete von Assyrien (707–612 v. Chr.), Ägypten (570–526/525 v. Chr.) und Persien (ab 526/525 v. Chr.).

### Ägypten
In der Chronologie des Alten Ägypten besteht durch die bekannten Herrscherlisten und die davon abgeleiteten Periodisierungen kein Anlass für die Verwendung des Begriffes „Eisenzeit“. Unter den ältesten Fundstücken aus Eisen ist vor allem ein Dolch aus dem Grab Tutanchamuns bekannt, der wahrscheinlich aus Meteoreisen gefertigt wurde. Verbreitetere Verwendung fand Eisen in Ägypten jedoch erst nach der Eroberung durch die Assyrer im 7. Jahrhundert v. Chr.

## Europa

### Griechenland
In Griechenland begann nach dem Ende der spätbronzezeitlichen mykenischen Kultur (ca. 1600–1050 v. Chr.) und einer in vielen Regionen nachgewiesenen submykenischen Phase (ca. 1050/1030–1020/1000 v. Chr.) um die Jahrtausendwende die Eisenzeit. Diese wird nach Kunst-/Keramikstilen unterteilt in:
- Protogeometrische Zeit (1050/1000–900 v. Chr.)
- Geometrische Zeit (900–700 v. Chr.)
- Orientalisierende Periode (um 700 v. Chr.)

Die Zeit von ca. 1050 v. Chr. bis 700 v. Chr. wird aufgrund der vergleichsweise geringeren Zahl an Quellen auch „Dunkle Jahrhunderte“ genannt. Die folgende archaische Zeit (700–490/480 v. Chr.) zählt bereits zur Antike.

### Italien
Unter dem Einfluss der Urnenfelderkultur entwickelten sich in Italien nach einer Übergangszeit ab dem 10./9. Jahrhundert v. Chr. eisenzeitliche Kulturen (Este-Kultur, Golasecca-Kultur, Villanovakultur und andere), später vor allem die etruskische Kultur (8.–1. Jahrhundert v. Chr.). Mit der Ausbreitung der Römer ging die Eisenzeit in die Antike über.

### Mitteleuropa

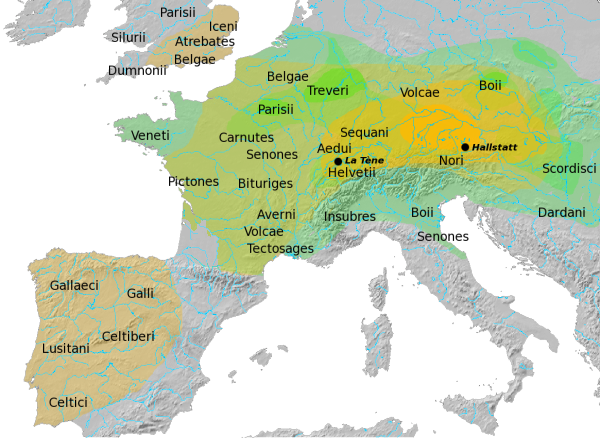
Verbreitung der Hallstatt-Kultur (gelb) und der La-Tène-Kultur (grün)

Das älteste in Mitteleuropa bekannte Artefakt aus Eisen ist eine Messerklinge aus Gánovce (Ostslowakei), die der bronzezeitlichen Otomani-Kultur zugeordnet und um 1500 v. Chr. datiert wird. Es handelt sich vermutlich um ein Importstück aus dem Kaukasusgebiet oder dem Nahen Osten.
Im Raum nördlich der Alpen entwickelte sich um 800 v. Chr. aus der Urnenfelderkultur die Hallstattkultur. Die damit beginnende Eisenzeit wird unterteilt in
- Frühe Eisenzeit (Ältere Eisenzeit) (800–450 v. Chr.): Hallstattkultur
  - Ha C: ältere Hallstattkultur
  - Ha D: jüngere Hallstattkultur
- Späte Eisenzeit (Jüngere Eisenzeit) (450 v. Chr. – Ende 1. Jahrhundert v. Chr.): La-Tène-Kultur
  - LT A–B: Frühlatène
  - LT C: Mittellatène
  - LT D: Spätlatène

Das Ende der Eisenzeit und der Übergang zur Römischen Kaiserzeit (als Teil der Antike) wird üblicherweise mit der Eingliederung des jeweiligen Gebietes ins Römische Reich angegeben und unterscheidet sich entsprechend je nach Provinz (zum Beispiel Noricum 15 v. Chr.).
Die Definition der Unterteilung in Hallstatt- und Latènezeit erfolgte 1874 durch den schwedischen Prähistoriker Hans Hildebrand. Paul Reinecke unterteilte die Hallstattzeit weiter in die Stufen Ha A–D und die Latènezeit in die Stufen LT A–D, wobei die Stufen Ha A–B jedoch noch der späten Bronzezeit angehören.
Einige wichtige archäologische Fundstätten sind:
- der frühkeltische „Fürstensitz“ auf dem Hohenasperg (Baden-Württemberg)
- der frühkeltische „Fürstensitz“ auf der Heuneburg (Baden-Württemberg)
- der frühkeltische „Fürstensitz“ mit dem Fund der Fürstin von Vix (nördliches Burgund)
- das keltische Oppidum von Manching (Bayern)
- Hallstatt in Oberösterreich
- der Neuenburger Vorort La Tène
- der Glauberg und der Dünsberg in Hessen
- die Schnippenburg im Osnabrücker Land
- der Magdalenenberg bei Villingen-Schwenningen

### Nordeuropa

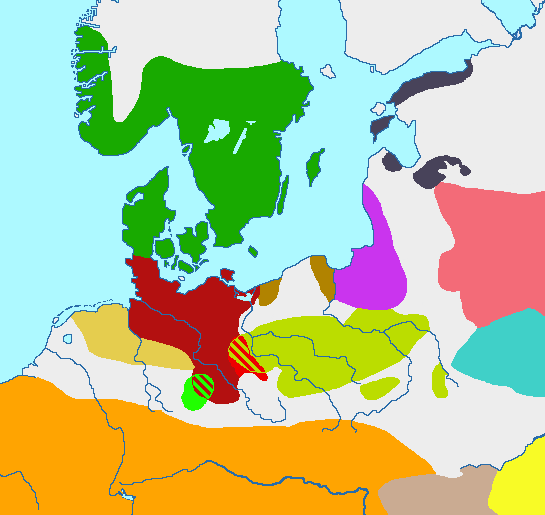
Eisenzeitliche Kulturen des 2./1. Jahrhunderts v. Chr.
nordische Gruppe
Jastorf-Kultur
Przeworsk-Kultur
La-Tène-Kultur

In Skandinavien und im nördlichen Mitteleuropa ging die Nordische Bronzezeit ohne starken Bruch in die nordische Eisenzeit über, diese werden auch als Metallzeit zusammengefasst. Deren Abschnitte werden je nach Gebiet etwas unterschiedlich benannt und datiert.
Norddeutschland
- Vorrömische Eisenzeit („Keltische Eisenzeit“)
  - Ältere vorrömische Eisenzeit (750–480 v. Chr.): Hausurnenkultur, Billendorfer Kultur, Thüringische Kultur
  - Jüngere vorrömische Eisenzeit (480–30/60 v. Chr.): Jastorf-Kultur, Naumburger Gruppe, Przeworsk-Kultur
- Römische Eisenzeit (Römische Kaiserzeit)
  - Ältere Römische Kaiserzeit (30/60 v. Chr.–160 n. Chr.)
  - Jüngere Römische Kaiserzeit (160–375 n. Chr.)
- Germanische Eisenzeit (Völkerwanderungszeit, „Nachrömische Eisenzeit“[23]) (375–455 n. Chr.)

Dänemark
- Vorrömische Eisenzeit (500–1 v. Chr.)
- Römische Eisenzeit (Römische Kaiserzeit) (1–375 n. Chr.)
- Germanische Eisenzeit (375–775 n. Chr.)
  - Ältere Germanische Eisenzeit (entspricht der Völkerwanderungszeit[25])
  - Jüngere Germanische Eisenzeit[26]
- Wikingerzeit (775–1050 n. Chr.)

Norwegen
- Ältere Eisenzeit (500 v. Chr.–550 n. Chr.)
  - Vorrömische Eisenzeit (500–1 v. Chr.)
  - Römische Eisenzeit (1–400 n. Chr.)
  - Völkerwanderungszeit (400–550 n. Chr.)
- Jüngere Eisenzeit (550–1050 n. Chr.)
  - Merowingerzeit (550–800 n. Chr.)
  - Wikingerzeit (800–1050 n. Chr.)

Schweden
- Vorrömische Eisenzeit (500–1 v. Chr.) (siehe auch: Keramik der älteren Eisenzeit in Schweden)
- Römische Eisenzeit (1–400 n. Chr.)
- Völkerwanderungszeit (400–550 n. Chr.)
- Vendelzeit (550–800 n. Chr.)
- Wikingerzeit (800–1100 n. Chr.)

Finnland
- Vorrömische Eisenzeit (500–1 v. Chr.)
- Römische Eisenzeit (1–400 n. Chr.)
- Völkerwanderungszeit (400–575 n. Chr.)
- Merowingerzeit (575–800 n. Chr.)
- Wikingerzeit (800–1025 n. Chr.)

Spätestens mit der Christianisierung ging die Eisenzeit ins Mittelalter über.

### Westeuropa
Frankreich
Um 800 v. Chr. bestanden in Frankreich drei eisenzeitliche Kulturräume (Atlantischer, Nordalpiner und Südlicher Kreis), die auf entsprechende bronzezeitliche Traditionen zurückgehen. Doch im Laufe der folgenden Jahrhunderte breitete sich der Nordalpine Kreis (Hallstatt-Kultur) auf Kosten der anderen Kreise aus, so dass die Periodisierung der Eisenzeit in Frankreich weitgehend jener in Süddeutschland entsprach.
- Erste Eisenzeit (1er âge du Fer) (800–460 v. Chr.): Hallstattzeit
- Zweite Eisenzeit (2e âge du Fer) (460–25 v. Chr.): Latènezeit

Britische Inseln
Die Zeit zwischen etwa 800 v. Chr. und der Eroberung durch die Römer im 1. Jahrhundert n. Chr. wird in Britannien Eisenzeit genannt. Sie wird zumindest in Südengland in vier Phasen unterteilt:
- Früheste Eisenzeit (800–600 v. Chr.)
- Frühe Eisenzeit (600–400/300 v. Chr.)
- Mittlere Eisenzeit (400/300–100 v. Chr.)
- Späte Eisenzeit (100 v. Chr.–43/84 n. Chr.)

Sprachräume auf der Iberischen Halbinsel um 300 v. Chr.

Danach folgte die Römische Zeit, obwohl nur der Südosten der Britischen Inseln von den Römern erobert wurde und sich außerhalb dieses Bereiches eisenzeitliche Traditionen bis in christliche Zeit fortsetzten.
Iberische Halbinsel
Mit Beginn des 8. Jahrhunderts haben sich auf der Iberischen Halbinsel drei eisenzeitliche Kulturregionen etabliert: die tartessische (8.–6. Jahrhundert v. Chr.), die iberische und die keltiberische Kulturregion. An den Küsten bestand intensiver Kontakt mit den Phöniziern und Griechen. Bis zum Zweiten Punischen Krieg wurde der Südosten der Iberischen Halbinsel von den Karthagern beherrscht und bis zur Zeitenwende schließlich die ganze Halbinsel von den Römern erobert.

## Eurasische Steppe

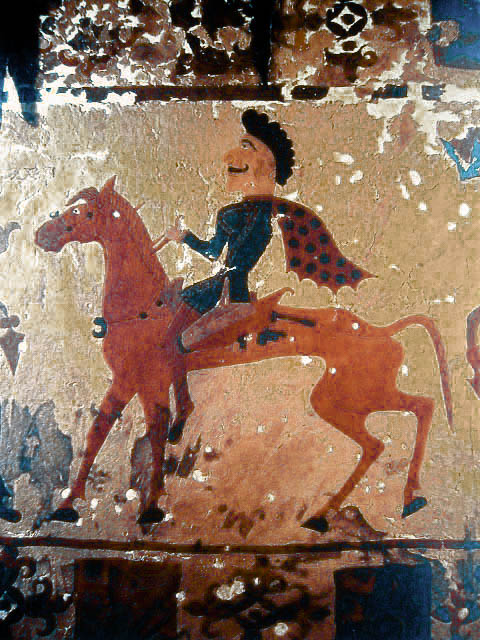
Darstellung eines Reiterkriegers aus einem Kurgan in Pasyryk

Im eurasischen Steppengürtel traten mit Beginn der Eisenzeit die ersten echten Reiternomaden auf. Die erhöhte Mobilität zeigte sich in einer großräumigen Vereinheitlichung der Sachkultur. Angehörige der Oberschicht wurden in reich ausgestatteten Hügelgräbern beigesetzt. Es wird unterschieden in:
- Ältere Eisenzeit (skythische Periode) (9./8.–3. Jahrhundert v. Chr.): Skythen, Saken
- Jüngere Eisenzeit (hunno-sarmatische Periode) (200 v. Chr.–400 n. Chr.): Sarmaten, Hunnen

Im 5. Jahrhundert n. Chr. vollzog sich der Übergang zum Frühmittelalter bzw. westlich des Urals zur Völkerwanderungszeit.

## Asien
Die Eisenzeit entwickelte sich in Asien ähnlich wie in Europa. Metallurgische Kenntnisse im fernen Osten, die sich zuerst auf die einfacher zu verarbeitende Bronze bezogen, sind frühzeitig nachweisbar.  Der Gebrauch von Eisen im Alltag war dabei regional sehr verschieden.

### Iran
Das Ende der Bronzezeit und der Beginn der Eisenzeit erfolgten in verschiedenen Regionen Irans nachweislich zeitversetzt. Die Archäologin Erika Bleibtreu teilt die Eisenzeit in die Epochen Eisenzeit I (1500/1400–1100 v. Chr. [außerhalb von Elam] bzw. 1300–1000/900 v. Chr.), Eisenzeit II (1000/900 v. Chr. bzw. [außerhalb von Elam] 1100–800 v. Chr.) und Eisenzeit III (800–600 v. Chr.; Überschneidung mit Meder-Konföderation) ein. Um 550 v. Chr. bildete sich das Achämenidenreich.

### Indien
Im Gebiet des heutigen Uttar Pradesh wird eine erste Eisenverwendung im Zeitraum des 18.–12. Jahrhunderts v. Chr. aufgrund einiger weniger Nachweise als wahrscheinlich angesehen. Ab dem 13. Jahrhundert lässt sich jedoch eine weithin verbreitete Eisenverhüttung nachweisen und wird somit als Beginn der indischen Eisenzeit angesetzt. Im 2. Jahrhundert v. Chr. endete diese Periode, die historisch mit der vedischen Zeit verknüpft ist. Das Ende der Eisenzeit in Indien lässt sich dabei nicht nur anhand des technologischen Umbruchs festmachen, sondern auch an der Genese der klassischen Periode Indiens. Das Verbindungsglied ist dabei das Maurya-Reich (320 bis 185 v. Chr.) und das nördlich davon liegende Reich der Indo-Griechen (bis zur Herrschaft des indo-skythischen Königs Maues ab 120 v. Chr.).

### China
Kenntnisse der Metallurgie in China finden sich ab dem 9. Jahrhundert v. Chr. Bereits im 7. Jahrhundert v. Chr. gab es fortgeschrittene Eisenwerkstätten im Yangtse-Flusstal. Der Beginn der chinesischen Eisenzeit wird nach heutigen Erkenntnissen mit dem Erreichen der Eisenverarbeitung in den Königreichen am Yangtse zum Ende 6. Jahrhundert v. Chr. datiert. Sie trifft dort historisch auf die Zeit der Frühlings- und Herbstannalen (722 bis 481 v. Chr.) und der folgenden Zeit der Streitenden Reiche (475 v. Chr. und 221 v. Chr.). Das Ende der Eisenzeit in China wird mit dem Beginn der Qin-Dynastie (ab 221 v. Chr.) angesetzt, der ersten Dynastie des chinesischen Kaiserreichs, das als geschichtliches Konstrukt bis ins 20. Jahrhundert überdauern sollte.

### Korea
Die ersten Eisengegenstände wurden zwischen ab dem 8. Jahrhundert v. Chr. im Norden Koreas eingeführt und ab dem 3. Jahrhundert auch im Süden. Eisen wurde einerseits zuerst aus Sibirien bzw. Zentralasien importiert. Bei den mit koreanischen Funden verwandten ausgegrabenen Metallgegenständen aus dem 7. Jahrhundert bei Barabasch, etwa 70 Kilometer von der russisch-koreanischen Grenze entfernt, handelt es sich um Gusseisen mit Kugelgraphit, das sich erst im 2. Jahrhundert v. Chr. in China verbreitete.
Andererseits wurden ab dem 4. Jahrhundert v. Chr. auch Eisengegenstände aus China eingeführt.
Die meisten archäologischen Metallgegenstände werden hauptsächlich entlang der Flusstäler auf der koreanischen Halbinsel gefunden. Die großflächige Eisenverarbeitung beginnt im 1.–2. Jahrhundert v. Chr. Die Bronzekultur Go-Joseons verschwindet westlich des Liao-Flusses nach der Eroberung der Region durch den chinesischen Yan-Staat. Es beginnt die Epoche der Proto-Drei-Reiche, die als späte Eisenzeit gilt. Laut der chinesischen Chronik Sanguo Zhi war der Staatenbund Byeonhan der Hauptversorger von Eisen für die umliegenden Samhan, Japan (Wa) und die Han-Kommandanturen. Der Guya-Staat, eines der Mitglieder der Gaya-Konföderation übernahm die Rolle später. Die höchste Dichte von ausgegrabenen Metallgegenständen ist entsprechend vor allem im nördlichen Flusstal des Nakdonggang. Mit der anbrechenden Drei Reiche Zeit Koreas gilt die Eisenzeit auch als beendet.

### Japan
Die ersten Metallgegenstände in Japan waren Eisenwerkzeuge aus Korea, darunter Äxte und Messer, die in Ausgrabungsstätten der Yayoi-Zeit im westlichen Japan gefunden wurden. Bronzeobjekte kamen erst später nach Japan, zuerst Ritualgegenstände, erste Spiegel, Schwerter und Speere aus Korea und später auch Spiegel aus China. Bronzeglocken gelten als eines der ersten heimisch angefertigten Metallobjekte. Das meiste Eisen in der Region wurde von Byeonhan und später Gimhae-Gaya exportiert. Das Ende der Eisenzeit wird auf das Ende der nachfolgenden Kofun-Zeit (538 n. Chr.) datiert. Die folgenden Perioden wurden vom Auftreten des Buddhismus und des sich entwickelnden Beamtenstaats der Asuka-Zeit geprägt. In Korea und Japan finden sich bereits relativ früh erste Rennöfen, eventuell als Antwort auf die Probleme, die Eisensand verursacht.

## Subsaharisches Afrika
In Afrika kann man das für Europa gängige Dreiperiodensystem nicht ohne Weiteres anwenden, da in Afrika die Eisenzeit auf die Steinzeit ohne eine dazwischenliegende Kupfer- oder Bronzezeit folgte. Die frühesten Belege für Eisenverhüttung stammen aus dem nördlichen Zentralafrika (Adamaua-Plateau). Von dort gibt es Hinweise auf Eisenproduktion, Gebrauch und Verarbeitung anhand von archäologischen Grabungen, die auf die Zeit von 3000–2500 v. Chr. datiert werden. Verschiedene Alltagsgegenstände wurden zum Beispiel bei Balimbé, Bétumé und Bouboun gefunden. In Gbabiri gab es nachweislich Schmelzöfen, in Ôboui und Gbatoro Schmiedeaktivitäten. Weitere Funde stammen aus Taruga in Zentral-Nigeria (Nok-Kultur) und N’Djamena im Tschad. Dort fand man bei Ausgrabungen mehrere Verhüttungsöfen , deren Datierung nach ersten Einschätzungen ins erste vorchristliche Jahrtausend fällt (800–500 v. Chr.).
Mit großer Wahrscheinlichkeit ist die Eisenverhüttung eine indigene Erfindung. Frühere Annahmen einer Herkunft aus Meroe konnten durch die Datierungen Tarugas widerlegt werden, denn letztere sind nach den bisherigen Forschungen älter als die erste Erwähnung Meroes. Eine Beeinflussung durch Karthago scheint nach heutigem Wissensstand unwahrscheinlich, da es bisher keine Quellen gibt, die über eine erfolgreiche Durchquerungen der Sahara zum Beispiel durch Karawanen, die mit Eisenwaren gehandelt haben, berichten.

## Amerika
In der Geschichte Amerikas bestehen für die Zeit vor der Kolonisierung in der Neuzeit eigene Systeme der Epochengliederung, worin der Begriff „Eisenzeit“ nicht vorkommt. In Präkolumbischer Zeit siedelten jedoch Wikinger aus Island an den Küsten von Grönland und Neufundland. Die wichtigsten wikingerzeitlichen Siedlungen in Nordamerika sind:
- Eystribyggð (Ostsiedlung)
- Vestribyggð (Westsiedlung)
- L’Anse aux Meadows